# 何楼街道
何楼街道，是中华人民共和国山東省菏泽市牡丹区下辖的一个乡镇级行政单位。

## 行政区划
何楼街道下辖以下地区：
何楼社区、尚庄社区、武寺社区、蔡庄社区、郭湾社区、火神庙社区、卞庙社区、子母树社区、晁大庄社区、月光社区、金堤社区、郭庄村、吴楼村、姜楼村、北王庄村、簸箕屯村、晁辛庄村、岳园村、高洼村、枣陈庄村、时楼村、沙土村、牛庄村、东风村、龚庄村、刘庄村、杨夏庄村、吴道沟村、桑庄村、晁寺村、河南王村、苏浅村、大路张村、刘瑞宇村、樊庄村、孟寨村、崔寨村、团柳树村、郑桥村、张斗宏村、武赵村、北肖村、刘城村、彭拐村、前彭拐村和黄庄村。